# Oplosia
Oplosia is een kevergeslacht uit de familie van de boktorren (Cerambycidae). De wetenschappelijke naam van het geslacht werd voor het eerst geldig gepubliceerd in 1862 door Mulsant.

## Soorten
Oplosia omvat de volgende soorten:
- Oplosia cinerea (Mulsant, 1839)
- Oplosia nubila (LeConte, 1862)
- Oplosia suvorovi Pic, 1914